# Марко Мрнявчевич
Марко Мрнявчевич (серб. Марко Мрњавчевић; близько 1335 — 17 травня 1395) — король сербів і греків у 1371—1395 роках, національний герой.

## Життєпис

### Молоді роки
Походив з династії Мрнявчевичів. Син Вукашина, короля сербів та греків, й Олени. Про молоді роки Марко замало відомостей. Наприкінці 1370 або початку 1371 року батько оголосив Марко молодшим королем, відверто ігноруючи імператора Стефана Уроша V, який втратив політичну вагу. Навесні 1371 року Марко разом з батьком вирушив у похід проти Ніколи Алтомановича.

### Король
26 вересня 1371 року в битві на Мариці з османськими військами загинув батько Марка та його стрийко — деспот Углеш. Два місяці по тому помер Стефан Урош V. Сербський царство припинило своє існування, розпавшись на кілька феодальних володінь.
Марко успадкував від батька титул короля сербів і греків, але реальну владу він мав тільки в спадкових володіннях Мрнявчевичів, відомих як Прилепське королівство. Решта сербських володарів не визнали Марко як сюзерена.
Володіння Марко стрімко скорочувалися. У 1372 році Джурадж I Балшич, князь Зети, відібрав міста Прізрен і Печ, а Лазар Хребелянович — Приштіну. Не пізніше 1377 року Вук Бранкович захопив Скоп'є, а албанський шляхтич Андрі Гропа проголосив незалежність в Охриді. Фактично під владою Марко залишився тільки місто Прілеп з околицями. Та й тут він був змушений ділитися своєю владою з молодшим братом Андріяшем.
У ситуації, що склалася, Марко був змушений стати васалом османського султана, але коли саме це сталося — точно невідомо. У Марко залишилися якісь атрибути колишньої величі. На фресці в Марковому монастирі поблизу Скоп'є його зображено в порфірі та прикрашеній перлами короні. Марко карбував власні гроші, на яких титулувався благовірним королем.
У 1394 році брати Марко, Андріяш і Димітр, втомившись від османського ярма, втекли до Угорщини. Вони стали першими сербськими правителями, що покинули свої володіння.
У 1395 році Марко як васал султана брав участь в поході на Волощину. 17 травня 1395 року він загинув у битві при Ровіне. Перекази різняться в описі обставина його загибелі. За одними — Марко було вбито золотою стрілою, яку пустив волоський воєвода, і вона потрапила йому прямо в рот. За іншими — Марко разом з конем потонув у річці.
Османи захопили володіння Марко, передавши їх до санджаку Кюстенділськ.

### У легендах
Історичний король Марко не здійснював будь-яких героїчних діянь. Більш, того в околицях Прилепа про нього збереглася погана слава: його звали Марко-насильник і Марко-шибайголова. Тим дивніше, що в інших районах Сербії і Болгарії Марко-королевич придбав репутацію героя-богатиря, борця з турками, став персонажем народних билин і пісень, був проголошений національним народним героєм Сербії.